# 北港溪堡
北港溪堡，是台灣中部自清治時期至日治初期的一個行政區劃，其範圍在今南投縣的國姓鄉中部。
北港溪堡北邊為藍興堡，東北邊為蕃地，東南邊為埔社堡，西南邊為北投堡，西邊為貓羅堡。

## 管轄街庄
北港溪堡共轄6個庄：
- 今國姓鄉境內：內國姓庄、龜仔頭庄、柑仔林庄、墘溪灣庄、水長流庄、北港溪庄